# Veltins-Eisarena
Koordinaten: 51° 11′ 3″ N, 8° 30′ 24″ O
Die Veltins-Eisarena (Eigenschreibweise: VELTINS-EisArena) ist eine Kunsteisbahn für den Rodel-, Skeleton- und Bobsport und befindet sich in Winterberg. Sie ist die viertälteste Kunsteisbahn der Welt nach denen in Königssee, Oberhof und Innsbruck-Igls.

## Bahndaten

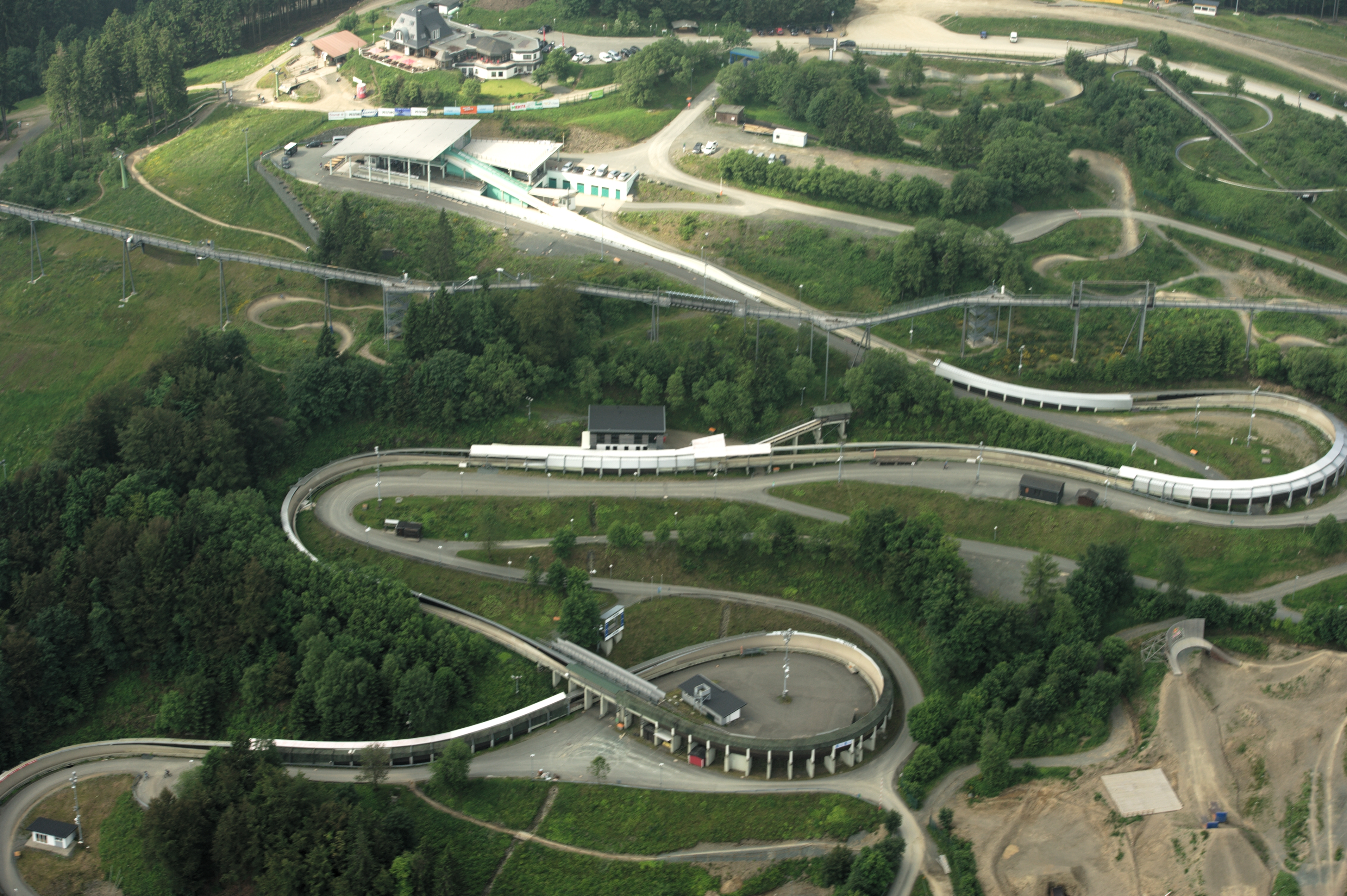
Oberer Bahnteil im Sommer mit Starthaus

Die Bobbahn hat eine Gesamtlänge inklusive Auslauf von 1609 Metern und insgesamt 15 Kurven. Im Labyrinth zwischen den Kurven 12 und 13 kann eine Höchstgeschwindigkeit von bis zu 140 km/h erreicht werden. Die Eisoberfläche beträgt ungefähr 6500 Quadratmeter. Das durchschnittliche Gefälle beträgt 9,8 Prozent. An der steilsten Stelle erreicht es 15 Prozent. Die Kurven haben Radien von 16 bis 55 und eine Höhe zwischen 2,5 bis 5 Metern. Unter dem Eis verlaufen ca. 70 Kilometer Rohre, durch welche 40 Tonnen Ammoniak laufen, um die Bahn zu kühlen und das Eis zu erhalten.
Von Mitte Oktober bis Ende Februar findet der Bahnbetrieb statt.

## Geschichte
Am 19. Mai 1910 wurde der Verein Sauerländischer Bobsleigh- und Automobilclub von Hessen und Westfalen, heute der Bob- und Schlittensportclub Sauerland Winterberg, gegründet und errichtete noch im selben Jahr im Herbst eine Natureis-Bobbahn, welche Auf der Kappe startete und bei der Daubermühle endete. Auf dem Gipfel baute der Verein 1911 ein Clubhaus im Jugendstil. Dieses erhielt den Namen Bobhaus und ist heute ein Bergrestaurant. Die erste Bob-Europameisterschaft in Winterberg fand im Jahr 1914 statt. Von 1920 bis 1965 wurden zahlreiche nationale und regionale Bobrennen auf der alten Natureisbahn ausgetragen. Das letzte Bobrennen wurde im Jahr 1965 durchgeführt. Der Versuch, die Bahn in den Folgejahren wieder aufzubauen, scheiterte an der Witterung.
Nach Eröffnung der weltweit ersten Kunsteisbahn am Königssee im Jahr 1969 bemühten sich Politik und Sport lange Zeit um eine zweite deutsche Kunsteisbahn. Winterberg setzte sich schließlich gegen weitere Bewerber, unter anderem Garmisch-Partenkirchen, durch. Nach den Eröffnungen in Oberhof und Innsbruck-Igls wurde in Winterberg am 10. Dezember 1977 die weltweit vierte Kunsteisbahn für Bob und Rodel eingeweiht. Bahnbetreiber wurde die Erholungs- und Sportzentrum Winterberg GmbH, zusammen mit den hälftig beteiligten Gesellschaftern Hochsauerlandkreis und der Stadt Winterberg.
1986 fanden Umbauarbeiten im Zielbereich statt. Die Auslaufkurve 15 sowie die alte Auslauftrasse, die in Richtung Stadt Winterberg führte, wurden abgerissen. Die Kurve 14 wurde zu einer 180-Grad-Kurve verlängert. Bergauf wurde eine neue Auslauf-/Bremsstrecke gebaut. Nach dem Brand eines Funktionsgebäudes wurde dieses im Jahr 2004 im Bereich der Starthöhe 2 neu gebaut. 2005/2006 wurden in den Bereichen der Kurven 2 bis 4 und 9 bis 14 Witterungsschutzdächer mit Rollos angebracht.

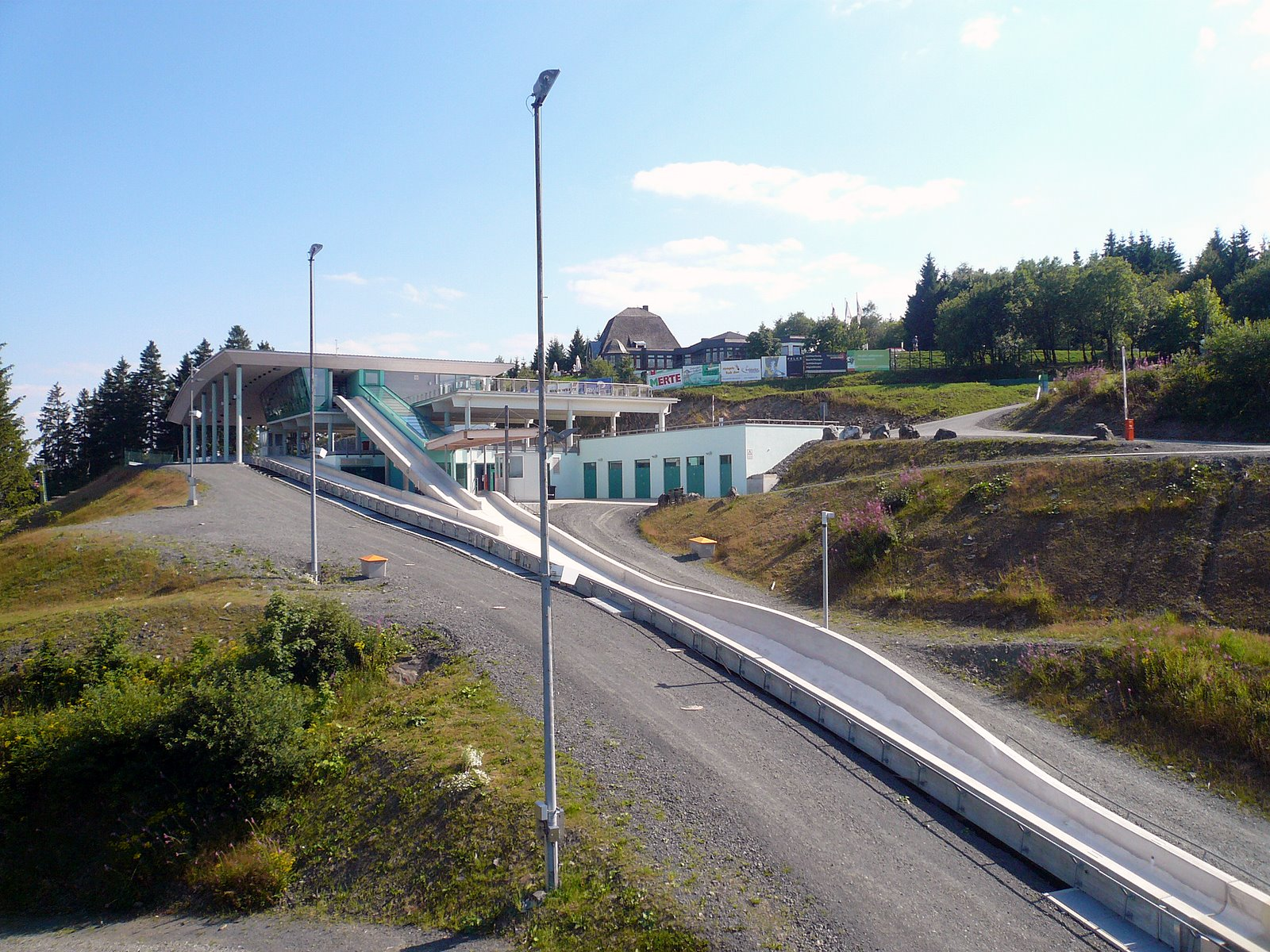
Starthaus 1, im Vordergrund Kurve 0

Der zweite Umbau erfolgte in den Jahren 2005/2006 und kostete 3,1 Millionen Euro, die zu 80 Prozent vom Bund und dem Land Nordrhein-Westfalen sowie zu 20 Prozent von der Stadt Winterberg und dem Hochsauerlandkreis getragen wurden. Das alte Starthaus 1 wurde abgerissen und wieder neu aufgebaut. Auch die alte Starttrasse wurde abgerissen und zur Talseite verlegt, ebenso baute man eine neue Startkurve, die seitdem Kurve 0 bezeichnet wird, um die gewohnte Nummerierung nicht ändern zu müssen. Die Abstellflächen und die Startgeraden für die Bob- und Skeletonschlitten wurden komplett überdacht. Für die Sportler wurde entlang des Gebäudes eine Warmlaufstrecke gebaut. Die Starthöhe der Rennrodel-Damen ist nun vom Startturm Kurve 4 nach oben auf das Untergeschossniveau des neuen Startgebäudes 1 verlegt. Für die Rennrodel-Herren wurde ein neuer Startturm gebaut. 2006/2007 wurde in der Nähe des Zielhauses ein neues Werkstattgebäude errichtet. 2013 wurde die Zielarena durch den Neubau eines Funktionsgebäudes, eines Wiegehauses und einer Vergrößerung des Verladeplateaus neu gestaltet. 2014 wurden, wie schon 2006, Witterungsschutzdächer und Rollos angebracht, nun über den Kurven 7 und 14.
Anfang 2015 starb bei einer illegalen Benutzung der Rodelbahn ein 25-jähriger Mann. Seine zwei Begleiter verletzten sich schwer.
Mit Beginn der Saison 2015/16 erwarb die Brauerei Veltins die Namensrechte an der Sportstätte. Am 20. Oktober 2015 wurde die Änderung von Bobbahn Winterberg Hochsauerland zu Veltins-Eisarena bekanntgegeben. Ende Jahr 2018 wurde zu den Rennrodel-Weltmeisterschaften 2019 eine Lounge in einem zweistöckigen Multifunktionsgebäude im Zielbereich der Bahn fertiggestellt.
Das Maskottchen der FIL-Rennrodel-Weltmeisterschaften 2019 und der Kunsteisbahn ist Pinguin „Kufi“.

## Veranstaltungen
Nach dem Bau der neuen Kunsteisbahn fanden seit 1979 zahlreiche Großveranstaltungen statt, darunter:
| Jahr                        | Veranstaltung                     |
| --------------------------- | --------------------------------- |
| 1979, 1999, 2003            | Bob-EM                            |
| 1988                        | Skeleton-EM                       |
| 1992, 2000, 2001            | Rennrodel-EM                      |
| 2011                        | Bob- und Skeleton-EM              |
| 1989, 1991, 2019            | Rennrodel-WM                      |
| 1995, 2015                  | Bob-WM                            |
| 2000, 2003                  | Damenbob-WM (allererste Damen-WM) |
| 2015, 2024                  | Bob- und Skeleton-WM              |
| 2019                        | FIL-Rennrodel-WM                  |
| 1987                        | „Wetten, dass..?“-Außenwette      |
| 2003, 2005, 2009, 2022–2023 | Wok-WM                            |

Die Bob- und Skeleton-Weltmeisterschaften 2024 wurden auf der Bahn im Hochsauerland ausgetragen.

## Rekorde
| Disziplin  | Disziplin        | Startrekord | Startrekord                                                                   | Startrekord       | Bahnrekord   | Bahnrekord                                                               | Bahnrekord        |
| Disziplin  | Disziplin        | Zeit        | Rekordhalter                                                                  | Datum             | Zeit         | Rekordhalter                                                             | Datum             |
| ---------- | ---------------- | ----------- | ----------------------------------------------------------------------------- | ----------------- | ------------ | ------------------------------------------------------------------------ | ----------------- |
| Bobsport   | Zweierbob Männer | 5,05 s      | DeutschlandFrancesco Friedrich Thorsten Margis                                | 5. Dezember 2015  | 54,39 s      | DeutschlandFrancesco Friedrich Alexander Schüller                        | 25. Februar 2024  |
| Bobsport   | Viererbob Männer | 4,96 s      | DeutschlandFrancesco Friedrich Alexander Schüller Thorsten Margis Candy Bauer | 10. Januar 2021   | 53,48 s      | DeutschlandNico Walther Andreas Bredau Marko Hübenbecker Christian Poser | 8. März 2015      |
| Bobsport   | Monobob Frauen   | 5,76 s      | Cynthia Appiah                                                                | 24. Februar 2024  | 58,25 s      | Lisa Buckwitz                                                            | 4. Januar 2025    |
| Bobsport   | Zweierbob Frauen | 5,43 s      | Vereinigte StaatenElana Meyers Taylor Kehri Jones                             | 5. Dezember 2015  | 56,54 s      | DeutschlandAnja Schneiderheinze Annika Drazek                            | 28. Februar 2015  |
| Skeleton   | Männer           | 4,75 s      | Alexander Tretjakow                                                           | 3. Januar 2014    | 55,51 s      | Martins Dukurs                                                           | 6. März 2015      |
| Skeleton   | Frauen           | 5,07 s      | Jelena Nikitina                                                               | 10. Dezember 2021 | 56,70 s      | Kimberley Bos                                                            | 10. Dezember 2021 |
| Rennrodeln | Männer           | 3,773 s     | Andi Langenhan                                                                | 21. Dezember 2013 | 51,654 s     | Felix Loch                                                               | 18. November 2018 |
| Rennrodeln | Frauen           | 4,903 s     | Natalie Geisenberger                                                          | 5. Dezember 2010  | 55,323 s     | Natalie Geisenberger                                                     | 26. November 2016 |
| Rennrodeln | Doppelsitzer     | 2,983 s     | Toni Eggert/Sascha Benecken                                                   | 26. November 2016 | 42,943 s     | Toni Eggert/Sascha Benecken                                              | 26. November 2016 |
| Rennrodeln | Teamstaffel      | –           | –                                                                             | –                 | 2:23,102 min | DeutschlandNatalie Geisenberger Felix Loch Tobias Wendl/Tobias Arlt      | 18. November 2018 |